# Juanita Molina de Fromen
Juanita Molina de Fromen (1893-1934) fue una educadora, sufragista y feminista nicaragüense. Fue una de las delegadas a la primera reunión de la Comisión Interamericana de Mujeres celebrada en 1930, pero por falta de apoyo gubernamental no pudo asistir.

## Biografía
Juanita Molina nació en Managua, Nicaragua, en 1893, era hija de Ramón Molina Caldera y de Engracia Mayorquín. Completó su educación primaria y secundaria en Managua y más tarde se convirtió en directora de la Escuela Municipal. Continuó su educación en el Colegio de los Santos Nombres en Oakland, California, y obtuvo una Licenciatura y una Maestría en Artes de la Universidad de Columbia. Regresó a Nicaragua al terminar sus estudios y fue nombrada subsecretaria de Instrucción Pública en 1924, pero rechazó el ofrecimiento.
Se casó con su colega Gunnar Fromen y regresó a Nueva York, donde impartió clases de español en instituciones como Curtis Superior School y Hunter College High School en la ciudad de Nueva York. La pareja fue contratada para trabajar para el gobierno de Nicaragua en 1929, analizando los sistemas de educativos de los Estados Unidos. Molina fue contratada como asesora educativa y su esposo como instructor.
En 1930, Molina fue nombrada por el presidente José María Moncada como delegada nicaragüense en la Comisión Interamericana de Mujeres (CIM). El propósito de la delegación era recopilar un informe que indicara como las leyes en los distintos países americanos afectaban la ciudadanía de las mujeres. Las convocadas a la primera reunión de la CIM efectuada en La Habana en 1930, fueron: Flora de Oliveira Lima (Brasil), Aída Parada (Chile), Lidia Fernández (Costa Rica), Elena Mederos de González (Cuba), Gloria Moya de Jiménez (República Dominicana), Irene de Peyré (Guatemala), Margarita Robles de Mendoza (México), Juanita Molina de Fromen (Nicaragua), Clara González (Panamá), Teresa Obregoso de Prevost (Perú) y Doris Stevens (EE. UU.). Como sus gobiernos no proporcionaron fondos para su asistencia, solo las representantes de Cuba, República Dominicana, Nicaragua, Panamá y los Estados Unidos pudieron asistir. Molina tampoco pudo asistir a la Convención de Montevideo de 1933, porque una vez más su gobierno no le proporcionó fondos; sin embargo, tanto ella como su esposo contribuyeron con información sobre las leyes nicaragüenses relacionadas con las mujeres.
Molina y su esposo eran sufragistas activos y trabajaron con el presidente en una enmienda constitucional para otorgar el derecho al voto a las mujeres, que fue presentada a la Cámara de Diputados y al Senado en 1930, pero el esfuerzo fracasó. Ella continuó luchando desde Nueva York por el derecho a votar de las mujeres nicaragüenses hasta su muerte prematura. Sufrió una serie de problemas de salud en 1934. Se sometió a dos operaciones de apéndice y tuvo un colapso nervioso debido a una depresión posparto severa, que fue revelada en una carta que Gunnar le escribió a Doris Stevens. Como resultado de estas alteraciones mentales, cometió infanticidio en contra de su único hijo y murió como resultado de un suicidio el 15 de diciembre de 1934, en el apartamento de la pareja en la ciudad de Nueva York.